# جذر قحفي للعصب الإضافي
الجَذْرُ القَحفِيّ للعَصَب الإِضَافِيّ أو الجزء القَحفِيّ للعَصَب الإضَافيّ أو الجزء المُبهَمِيّ للعَصَب الإضافيّ هو الجزء الأصغر من جزئي العصب الإضافيّ، و يُعتبر عموماً جزء من العصب المُبهَم لا جزءاً من العصب الإضافيّ لأن المُكوِّن القحفي ينضم سريعاً إلى العصب المُبهَم ويخدم كألياف للعصب المبهم. حديثاً، ظهرت دراسات تشريحيّة عصبيّة جديدة تحدَّت مفهوم وجود جذر قحفيّ للعصب الإضافي، فقد وجدت هذه الدراسات أن الجذر القحفي غير الملتبس غير موجود في معظم الحالات. على أي حال، فإن دراسة صغيرة أُجريت عام 2007  تبعتها دراسة أكبر أُجريت عام 2012  أكَّدَتَا أن الجذر القحفِيّ للعصب الإضافِيّ موجود بشكل شائع عند البشر، وهذا ما يُطابق الأوصاف التقليديّة.

## المسار
تنشأ ألياف الجذر القحفي من خلايا النواة المبهمة وتظهر على شكل أربعة أو خمسة جُذَيرَات دقيقة من جانب النخاع المستطيل، تحت جذور العصب المُبهَم.

و من ثُمّ تسير إلى الجانب من الثقبة الوِدَاجِيّة، حيث قد تتبادل مع الألياف الشوكيّة أو قد يتحدان لمَسَافة قصيرة، هنا يتصل أيضاً بخيط أو اثنين مع العقدة الوداجيّة للعصب المبهم.

و من ثُمَّ تمر عبر الثقبة الوداجيّة، وتنفصل عن الجزء الشوكيّ وتستمر على سطح العُقدَة العَقِدَة للعصب المبهم، ومن ثُم تتوزَّع بشكل رئيسي إلى فروع بلعومية وحَنْجَريّة علويّة مُبهَمِيّة. قد تعَصِّبُ عبر الفرع البلعومي عَضلة اللُّهَاة و العضلة رافعة شراع الحنك. تستمر بعض الخيوط القليلة في جذع المبهم تحت العقدة، ومن ثُم تتوزَّع هذه الخيوط مع العصب الراجع وربما أيضاً مع الأعصاب القلبيّة.

## العلاقة مع المبهم
قد لا تنضم الألياف من الجذر القحفيّ الفترض للعصب الإضافي على الإطلاق أو في أفضل الأحوال قد تنضم لمسافة قصيرة داخل الثقبة الوداجيّة، ويبدو من المفيد اعتبار هذه الألياف عموماً جذوراً قحفيّة للعصب المُبهَم، وبالتالي سيصبح العصب الإضافي حركيَّاً بحت يُعصِّب العضلة شبه المنحرفة والقَصيّة الترقويّة الخشّائيّة وذلك من الألياف التي تنشأ من القطع النخاعية الرقبية الخمسة الأولى (الجذر النخاعيني للعصب الإضافي)